# Отворено првенство Ченаја у тенису 1999.
Отворено првенство Ченаја у тенису 1999 (познат и под називом Golden Flake Open 1999) је био тениски турнир који је припадао АТП Интернационалној серији у сезони 1999. Турнир се играо на тврдој подлози. То је било 4. издање турнира који се одржао у Ченају у Индији на СДАТ тениском стадиону од 5. априла 1999. — 12. априла 1999.

## Носиоци
| Држава | Играч          | Позиција1 | Носилац |
| ------ | -------------- | --------- | ------- |
| ШПА    | Карлос Моја    | 2         | 1       |
| СВК    | Карол Кучера   | 10        | 2       |
| ШВЕ    | Томас Јохансон | 17        | 3       |
| ЗИМ    | Бајрон Блек    | 29        | 4       |
| АУС    | Ендру Илије    | 43        | 5       |
| ХОЛ    | Шенг Схалкен   | 56        | 6       |
| НЕМ    | Рајнер Шитлер  | 71        | 7       |
| ХОЛ    | Јон ван Лотум  | 78        | 8       |

- 1 Позиције од 29. марта 1999.[1]

### Други учесници
Следећи играчи су добили специјалну позивницу за учешће у појединачној конкуренцији:
- Андреас Винчигвера
- Махеш Бупати
- Џонатан Старк

Следећи играчи су ушли на турнир кроз квалификације:
- Гастон Етлис
- Ота Фукарек
- Енди Зингман
- Грегори Караз

### Одустајања
- Карлос Моја (четвртфинале - повреда зглоба)
- Томас Јохансон (прво коло)

## Носиоци у конкуренцији парова
| Држава | Играч         | Држава | Играч           | Носиоци |
| ------ | ------------- | ------ | --------------- | ------- |
| ИНД    | Махеш Бупати  | ИНД    | Леандер Паес    | 1       |
| ЗИМ    | Вејн Блек     | АУС    | Невил Годвин    | 2       |
| НЕМ    | Јенс Книпшилд | ШВЕ    | Микаел Тилстрем | 3       |
| НЕМ    | Михаел Колман | ШВА    | Филипо Вељо     | 4       |

### Други учесници
Следећи играчи су добили специјалну позивницу за учешће у конкуренцији парова:
- Саргис Саргсијан/  Фазалудин Сajeд
- Нитен Киртејн /  Сандип Киртејн
- Мустафа Гоус /  Сринат Прахлад

## Шампиони

### Појединачно
Бајрон Блек је победио  Рајнера Шитлера са 6:4, 1:6, 6:3.
- Блеку је то била једина титула те сезоне и друга (од две) у каријери.

### Парови
Леандер Паес /  Махеш Бупати су победили  Вејна Блека /  Невила Годвина са 4:6, 7:5, 6:4.
- Паесу је то била прва титула у сезони и 15-та у каријери.
- Бупатију је то била прва титула у сезони и 13-та у каријери.